# Лагуна Караваста
Лагуна Караваста (алб. Llaguna e Karavastas) највећа је лагуна у Албанији и једна од највећих у Средоземном мору.
Лагуна је смештена у западном делу Албаније и највећи град у близини је Лушње. Лагуна је одвојена од Јадрана дугом пешчаном дином.
Лагуна Караваста је богата шумом и мноштвом малих пешчаних острва. Позната је као уточиште ретких далматинских пеликана који се у њој гнезде. Део је националног парка Pisha e Divjakës.